# Daniel Lugo
Daniel Lugo (Caguas, Puerto Rico 1945. július 30. –) Puerto Ricó-i színész.

## Élete
Daniel Lugo 1945. július 30-án született. Karrierje 1964-ben Puerto Rico-ban kezdődött. Az 1970-es években perui és venezuelai telenovellákban szerepelt.

## Filmográfia

### Telenovellák
- 1975 - Mariana de la noche
- 1986 - Maria José, oficios del hogar
- 1990 - Carmen querida
- 1995 - Amores de fin de siglo .... Santiago
- 1996 - Quirpa de tres mujeres .... Juan Cristóbal Landaeta
- 1998 - Reina de corazones .... Ramiro Vega
- 2004 - Prisionera .... Rodolfo Russián
- 2007 - La hija del mariachi .... Leonardo Salas
- 2007 - Bűnös szerelem .... Marcelo Mercenario
- 2008-2009 - A bosszú álarca .... Dr. Armando Rivera
- 2010 - A klón .... Ali Rashid
- 2011 - Zárt ajtók mögött .... Renato Conde
- 2013 - Las bandidas .... Olegario Montoya
- 2014 - Nora .... Otoniel Lobo

### Tévésorozatok
- 1987 - Miami Vice .... Ernesto Lupe atya

### Filmek
- 1978 - El enterrador de cuentos
- 1979 - Dios los cría .... Carlos
- 1985 - La gran fiesta
- 1986 - Nicolás y los demás .... Paco
- 1994 - Linda Sara .... Gustavo
- 1995 - El final
- 1995 - Manhattan Merengue! .... Don Cosme
- 1997 - La Primera Vez .... Benedicto
- 1998 - Amaneció de Golpe
- 1998 - 100 años de perdón .... Valmore
- 1999 - Undercurrent .... Leone nyomozó
- 2001 - Second Honeymoon .... Antonio
- 2003 - Dreaming of Julia .... Rosado
- 2004 - Envy .... olasz miniszter
- 2005 - My Backyard Was a Mountain
- 2006 - Thieves and Liars .... Carmona
- 2008 - Deception .... Ruíz

### Színház
- 2010 - Hairspray .... Wilbur Turnblad

## Fordítás
- Ez a szócikk részben vagy egészben  a   Daniel Lugo című angol Wikipédia-szócikk fordításán alapul.  Az eredeti cikk szerkesztőit annak laptörténete sorolja fel. Ez a jelzés csupán a megfogalmazás eredetét és a szerzői jogokat jelzi, nem szolgál a cikkben szereplő információk forrásmegjelöléseként.